# Революционные ячейки (ФРГ)
Революционные ячейки (нем. Die Revolutionären Zellen, сокращённо РЦ) — немецкая леворадикальная сетевая организация, практиковавшая городскую партизанскую войну и действовавшая с 1970-х по 1990-е гг. на территории Западной Германии. Федеральная служба защиты конституции Германии классифицировала Революционные ячейки как террористическую организацию.

## История организации
Ячейки выросли из автономистского движения Германии и имели две ветви: собственно «Революционные ячейки», которые вели антиимпериалистическую вооружённую борьбу, и «Rote Zora», феминистская группа, противостоявшая акциями прямого действия угнетению женщин в современном капиталистическом обществе. После разгрома Движения 2 июня РЦ вобрала в себя значительную часть его членов.
Члены организации оспаривали тезис RAF о коррумпированности масс, ссылаясь при этом на массовые акции протеста 70-х годов. Основной целью борьбы организация видела «поддержку борьбы народа путём нападения на его врагов и создание нелегального аппарата, делающего возможным новые формы борьбы». Свою деятельность представляла как часть единого общественного движения.
На рубеже 70—80-х годов Революционные ячейки значительно активизируются: в конце 1979 года совершили ограбление банка, ряд покушений, взрывов, организовали побег террористу Штефану Вишневски. Помимо вооружённой борьбы на территории западной Германии РЦ активно выступала как международная террористическая организация.
Одной из наиболее известных акций Революционных ячеек стал захват самолёта французской авиакомпании «Эйр Франс», произведенный в июне 1976 года совместно с крылом «внешних операций» палестинской организации Народный фронт освобождения Палестины. Со стороны ячеек в акции приняли участие Вилфред Бёзе и Бригитта Кульман.
4 июля, в ходе операции проведенной Армией обороны Израиля, большинство заложников (102 из 106) было освобождено, а угонщики самолёта (включая членов ячеек) убиты.
В 1979 году РЦ предприняла попытку покушения на главнокомандующего вооружённых сил НАТО в Европе А. Хейга, в 1981 году — покушение на нового главнокомандующего (оба обернулись неудачей). В том же году произведен взрыв автомобиля у штаб-квартиры ВВС США (ранены 20 человек), убит министр экономики земли Гессен. В 1981—1982 годах организация понесла значительные потери в результате серии арестов, многие её члены эмигрировали. В 1984 году RAF и РЦ осуществили ряд совместных взрывов и покушений. По состоянию на 1985 год численность Революционных ячеек составляла 50 человек.
В 1990-х годах группировка продолжила террористическую деятельность.